# Schloss Meseberg

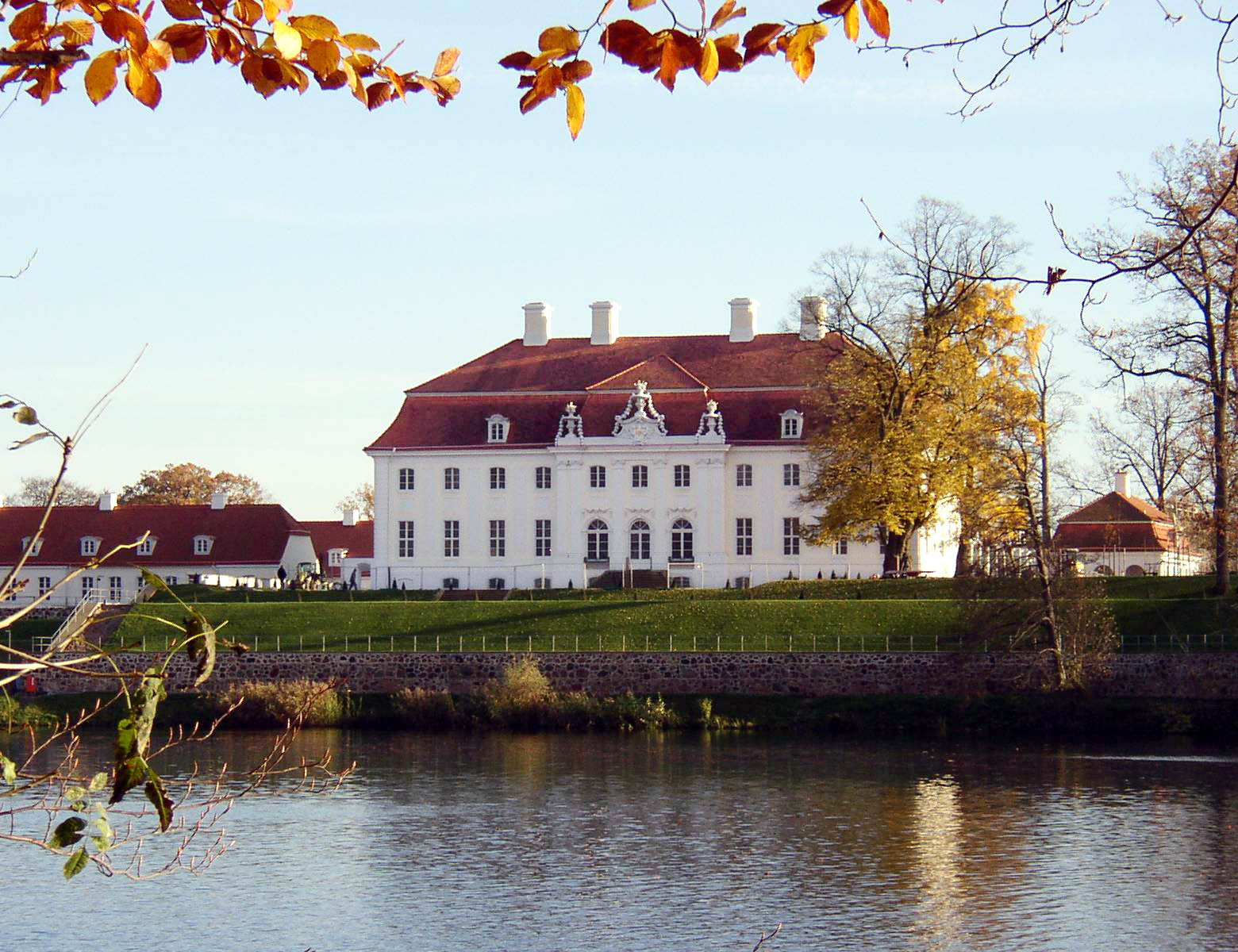
Huwenowsee und Schloss Meseberg (von Norden)

Schloss Meseberg ist ein Barockschloss aus dem 18. Jahrhundert in Brandenburg. Es liegt etwa 70 Kilometer nördlich von Berlin in Meseberg, einem Ortsteil der Stadt Gransee mit 150 Einwohnern. Das Anwesen liegt direkt am östlichen Zipfel des Huwenowsees. Es wird als Gästehaus der deutschen Bundesregierung genutzt.

## Geschichte

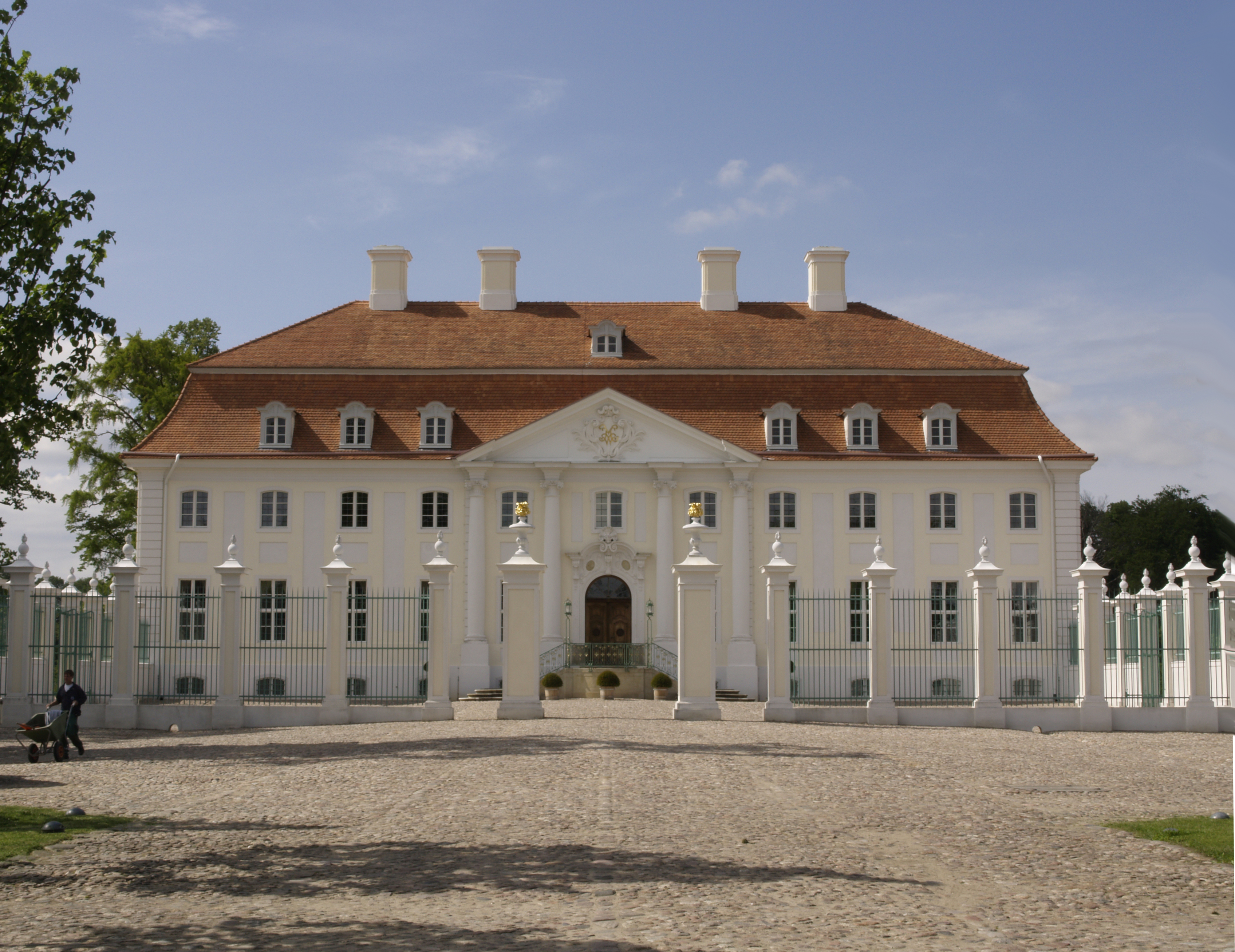
Schloss Meseberg von Süden

Hermann Graf von Wartensleben ließ ab 1736 das heutige Schloss errichten, nachdem das alte Herrenhaus in Meseberg im März 1721 abgebrannt war. Das Rittergut hatte seine Ehefrau Dorothea, geborene von der Groeben, 1735 geerbt, zusammen mit Baumgarten, nachdem sie 1723 schon die Güter Rauschendorf und Schönermark als Mitgift erhalten hatte. Seit der zweiten Hälfte des 16. Jahrhunderts war das Rittergut im Besitz der Familie von der Groeben. Graf Hermann war ein Sohn des Generalfeldmarschalls und Ministers im Drei-Grafen-Kabinett Graf Alexander Hermann von Wartensleben (1650–1734).
Laut Bernhard Ludwig Bekmann wurden in Meseberg 1736 die Anlage des Gartens und 1737 der Hausbau begonnen. 1739 war der Bau vollendet. In die Kartusche über dem Giebel der Hofseite sind die Initialen „HvW“ gemalt. Der Architekt ist namentlich nicht bekannt, wird aber im Umkreis des Berliner Oberbaudirektors Philipp Gerlach vermutet. Der Gestalter des terrassierten Barockgartens hieß Münther.
Hermann von Wartensleben hatte kurz nach seiner Heirat schon Schloss Rauschendorf als Wohnsitz errichten lassen. Sein Bruder Friedrich Ludwig hatte 1735, einem Erlass des Königs folgend, mit der Errichtung des Palais Wartensleben am Pariser Platz in Berlin begonnen, der Architekt war vermutlich ebenfalls Philipp Gerlach.

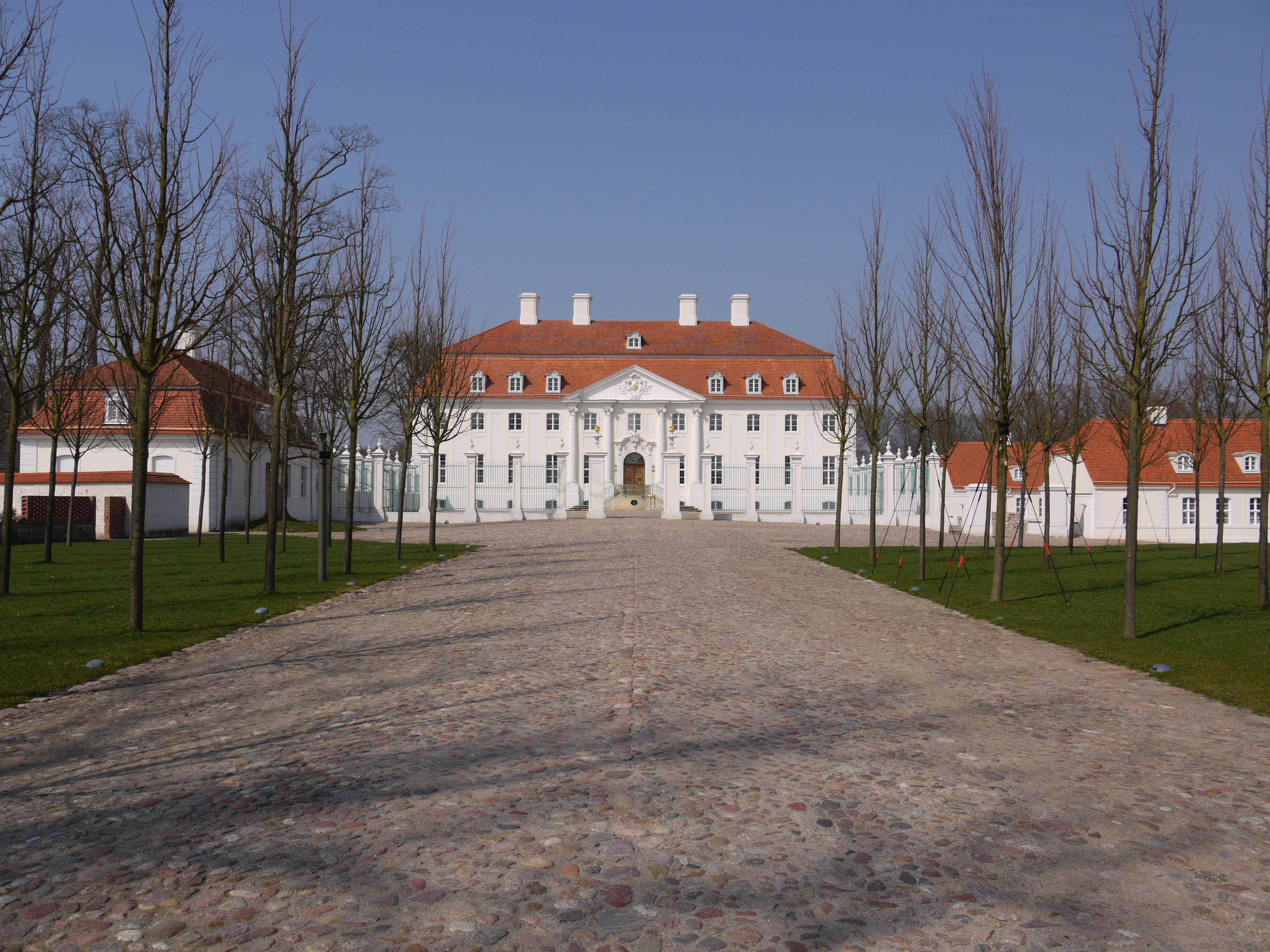
Zufahrtsallee

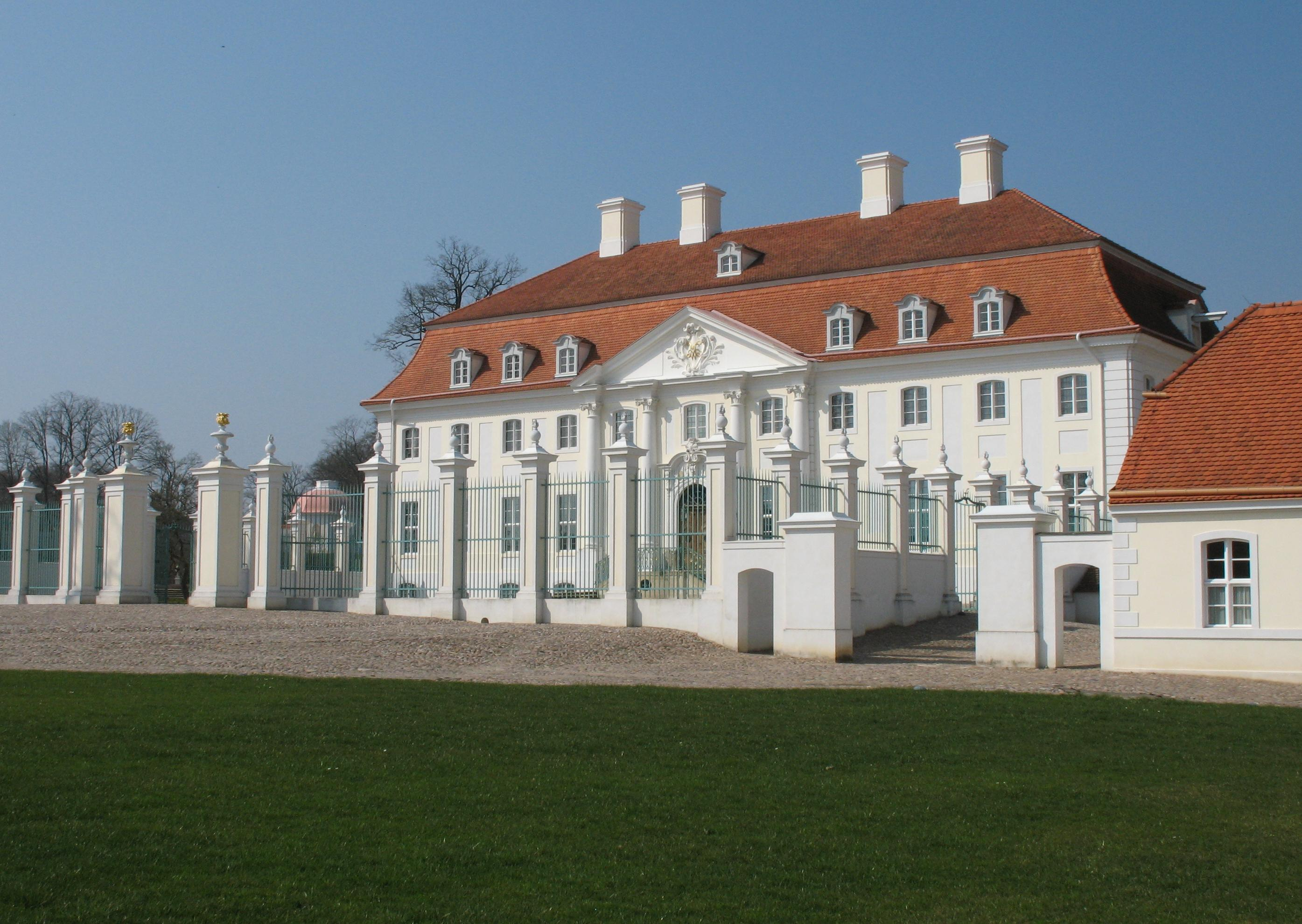
Blick auf den Ehrenhof

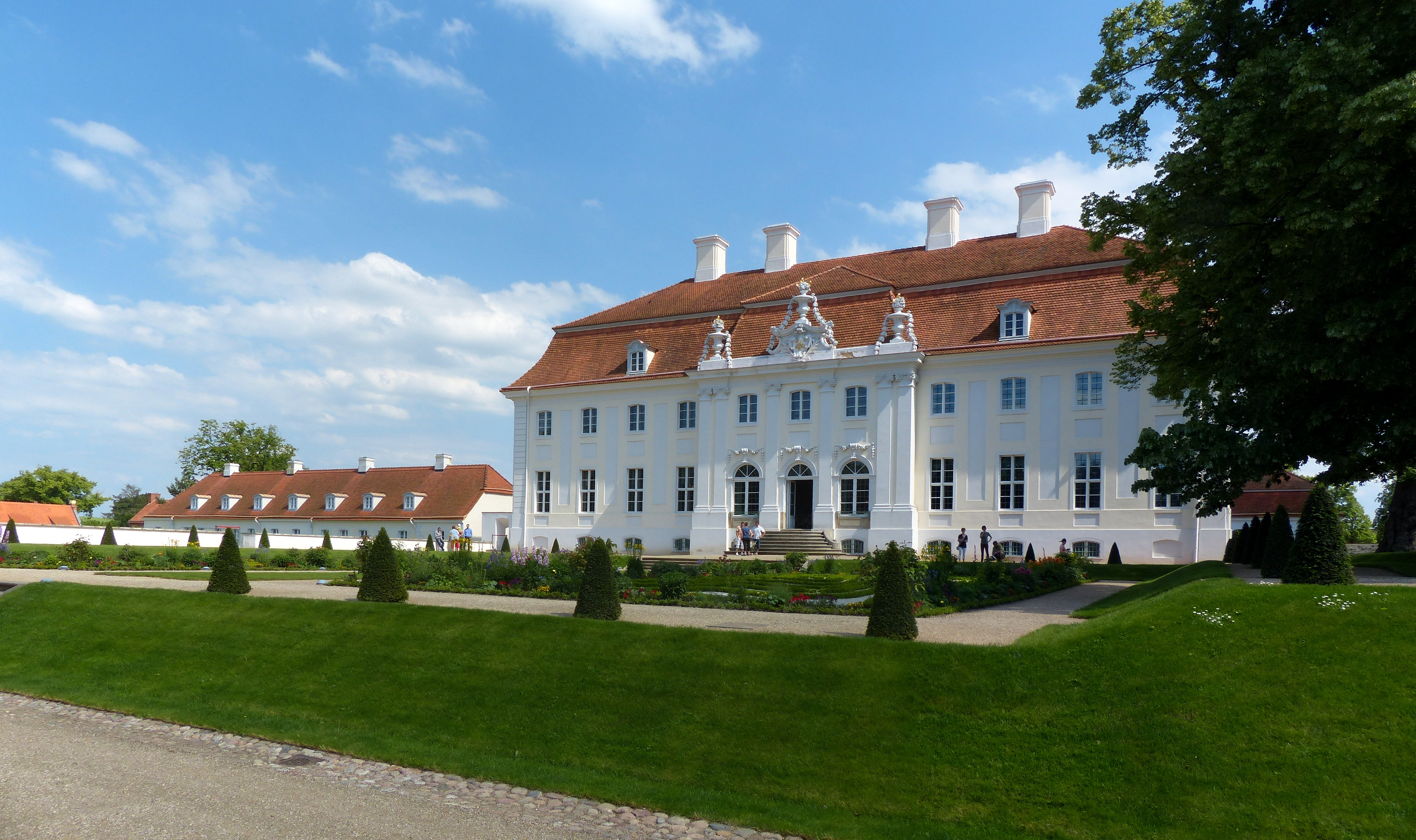
Blick auf die Parkseite

Zehn Jahre nach dem Tod Wartenslebens verkauften seine Töchter 1774 das Gut Meseberg (samt den Gütern Rauschendorf, Schönermark und Baumgarten) an den Prinzen Heinrich von Preußen, der auf dem nahen Schloss Rheinsberg residierte. Dieser machte den Güterkomplex im Jahr darauf seinem Günstling Christian Ludwig von Kaphengst (1740–1800) zum Geschenk. Für den Erwerb hatte der Prinz 29 Gemälde seiner Sammlung an Katharina die Große verkaufen müssen, ferner nahm er Einsparungen an seinem eigenen Haushalt und dem seiner Frau vor. Zweck dieser großzügigen Schenkung war angeblich die von seinem Bruder, Friedrich dem Großen, befohlene Entfernung Kaphengsts vom Rheinsberger Hof. Tatsächlich aber lebte Kaphengst zumeist in Berlin. Er ließ die vorhandene Anlage aber um weitere Gebäude erweitern, darunter den Marstall. Kaphengst führte einen aufwändigen Lebensstil, der ihn schließlich in den finanziellen Ruin trieb. Thiébault beschreibt ihn in seinen Erinnerungen als einen „großen, fröhlichen, mutigen und geistvollen Mann von außerordentlicher Körperstärke“, der jede Gesellschaft zum Lachen bringen konnte. Er nutzte die Gunst des Prinzen aber zunehmend finanziell aus. Im Schloss ist bis heute eine Wendeltreppe zwischen der Schlafkammer des Hausherrn und dem Gästezimmer des Prinzen erhalten. Als Kaphengst schließlich bei Friedrich II. auf Beförderung zum Oberst drängte, erhielt er eine grobe Absage und nahm seinen Abschied. Der Verschwendungssüchtige verpfändete seine Güter und Heinrich musste 1784 in Frankreich 130.000 Taler Kredit aufnehmen, um die Schulden zu tilgen, König Ludwig XVI. persönlich bürgte dafür. Heinrich trennte sich nun jedoch von Kaphengst.
Zu den späteren Eigentümern gehörte der Herausgeber der Vossischen Zeitung, Carl Robert Lessing. Er kaufte 1883 das Anwesen für seinen Sohn Gotthold Ephraim Lessing d. J. (1861–1919), für den 1919 im Park ein Mausoleum erbaut wurde. Kaphengst und seine Nachfolger hatten den Garten vor allem nach Süden erweitert und in einen Park umgestaltet, der große Teile der Seeufer umfasste. Die Frau des Herausgebers, Emma von Gelbke, gab an Theodor Fontane die Geschichte der Baronin Elisabeth von Ardenne weiter und lieferte so die Vorlage für den Roman Effi Briest. In seinen Wanderungen durch die Mark Brandenburg bezeichnete Fontane Meseberg als „Zauberschloss“.
Bei der weiteren Ausgestaltung des Anwesens spielte die Familie Lessing eine gewichtige Rolle. Das Familienwappen – drei Ringe, welche die Ringparabel des verwandten Dichters Gotthold Ephraim Lessing symbolisieren – wurde mehrfach angebracht. Das Haus wurde unter anderem mit Gemälden von Carl Robert Lessings Bruder Karl Friedrich Lessing und seines Neffen Konrad Lessing versehen. Otto Lessing – ein weiterer Neffe Carl Roberts – schuf für Meseberg unter anderem verschiedene Büsten von Familienmitgliedern und Vorfahren sowie eine vielfigurige Kreuzabnahme für die Gutskirche. Die Familie Lessing besaß das Gut bis 1931 bzw. 1934.

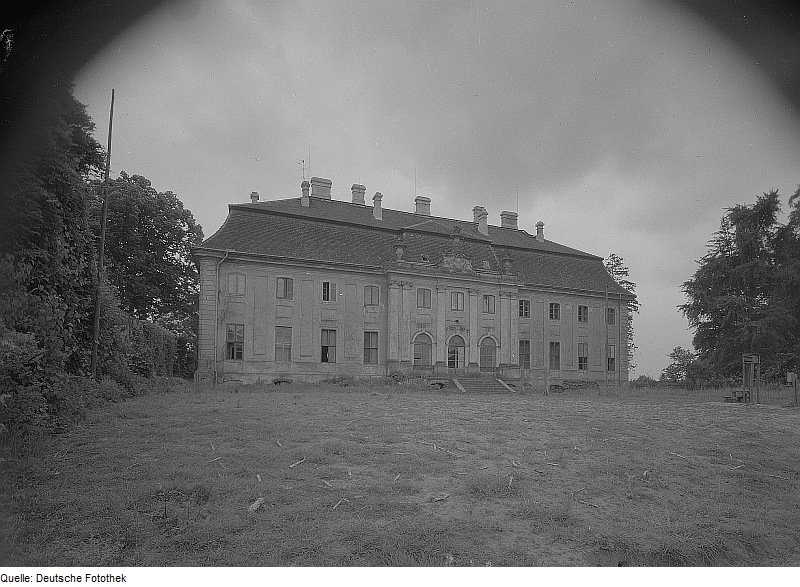
Das Schloss in der DDR-Zeit

1945 wurde das Anwesen entschädigungslos enteignet. Die von der Roten Armee geplante Sprengung des Schlosses konnte durch den Bürgermeister Franz Rhode verhindert werden. In den folgenden Jahrzehnten waren im Schloss ein Lebensmittelgeschäft, ein Kindergarten, das Gemeindebüro und andere Einrichtungen untergebracht. Nach der Wende verfiel Schloss Meseberg – das nicht an die Eigentümer zurückgegeben wurde –, bis die Messerschmitt Stiftung das baufällige Anwesen 1995 ohne konkretes Nutzungskonzept erwarb. Mit dem Regierungsumzug zur Jahrtausendwende ergab sich der Bedarf nach einem neuen Bundesgästehaus bei Berlin statt des zuvor genutzten Bundesgästehauses auf dem Petersberg. Schloss, Garten und Park wurden von der Stiftung nach den Maßstäben der Denkmalpflege restauriert. Die Stiftung, die dafür rund 25 Mio. Euro aufwendete, überließ 2004 der Bundesregierung die Nutzung des Schlosses für zunächst 20 Jahre zum symbolischen Mietpreis von 1 Euro. Im Frühjahr 2005 begannen Bauarbeiten, welche die gesamte Elektrik und Sicherheitstechnik auf den neusten Stand brachten. Diese Maßnahme kostete bis Dezember 2006 über 1 Mio. Euro. Die Bundesregierung investierte weitere 12 Mio. Euro für Sicherheits- und Kommunikationstechnik und kommt auch für die laufenden Unterhaltungskosten auf. Verbunden mit dieser Nutzung und der Absicherung waren auch Eingriffe in die historische Substanz des Gebäudes. Neben seiner Funktion als Gästehaus der Bundesregierung wird das Schloss für weitere Veranstaltungen wie Kabinettsklausuren und Konferenzen genutzt. Die Übergabe an den damaligen Kanzleramtschef Thomas de Maizière fand am 26. Januar 2007 statt. Erster Gast im Haus war der französische Staatspräsident Jacques Chirac.

## Garten

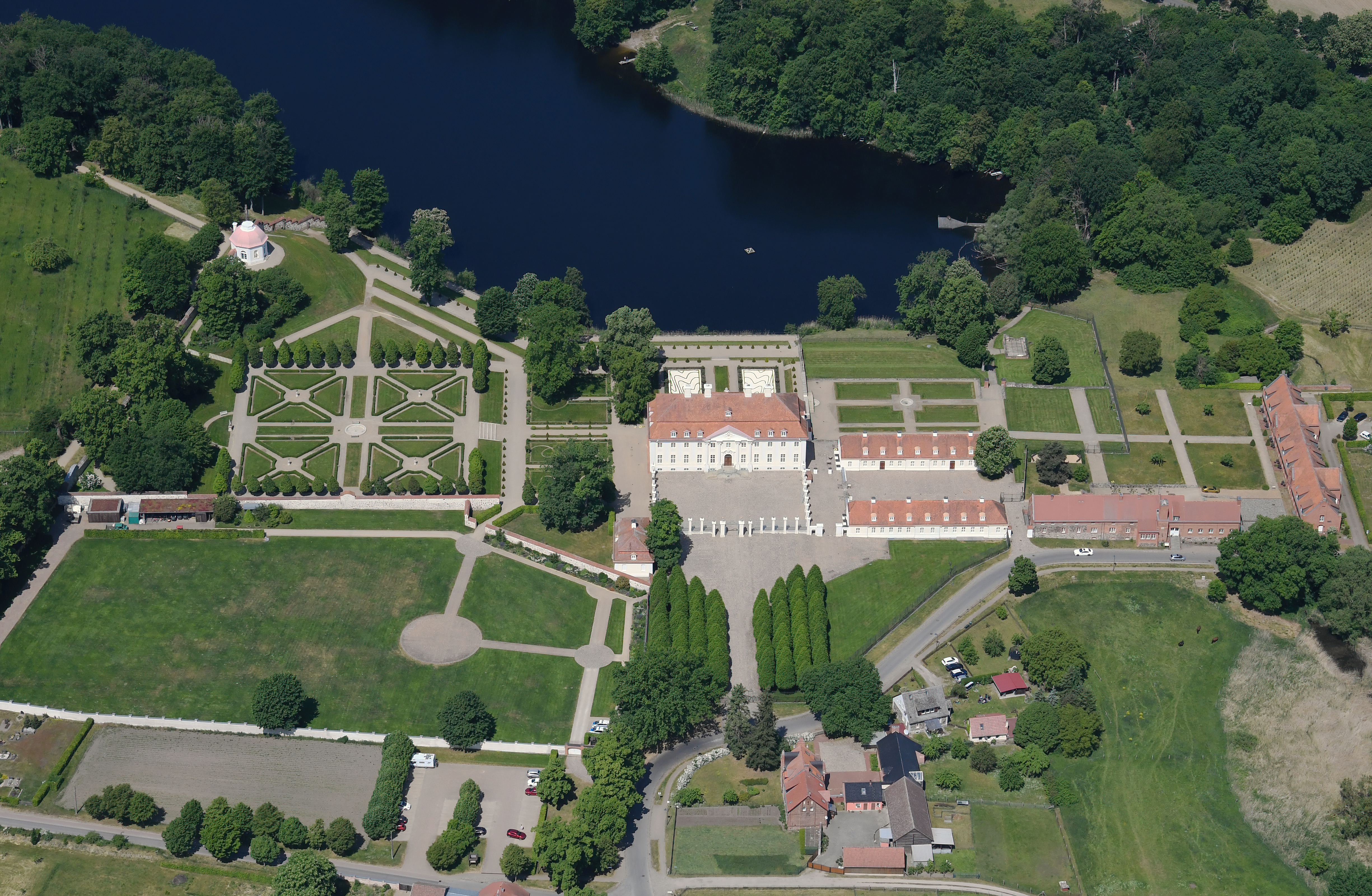
Schloss und Garten von Südosten aus der Luft gesehen

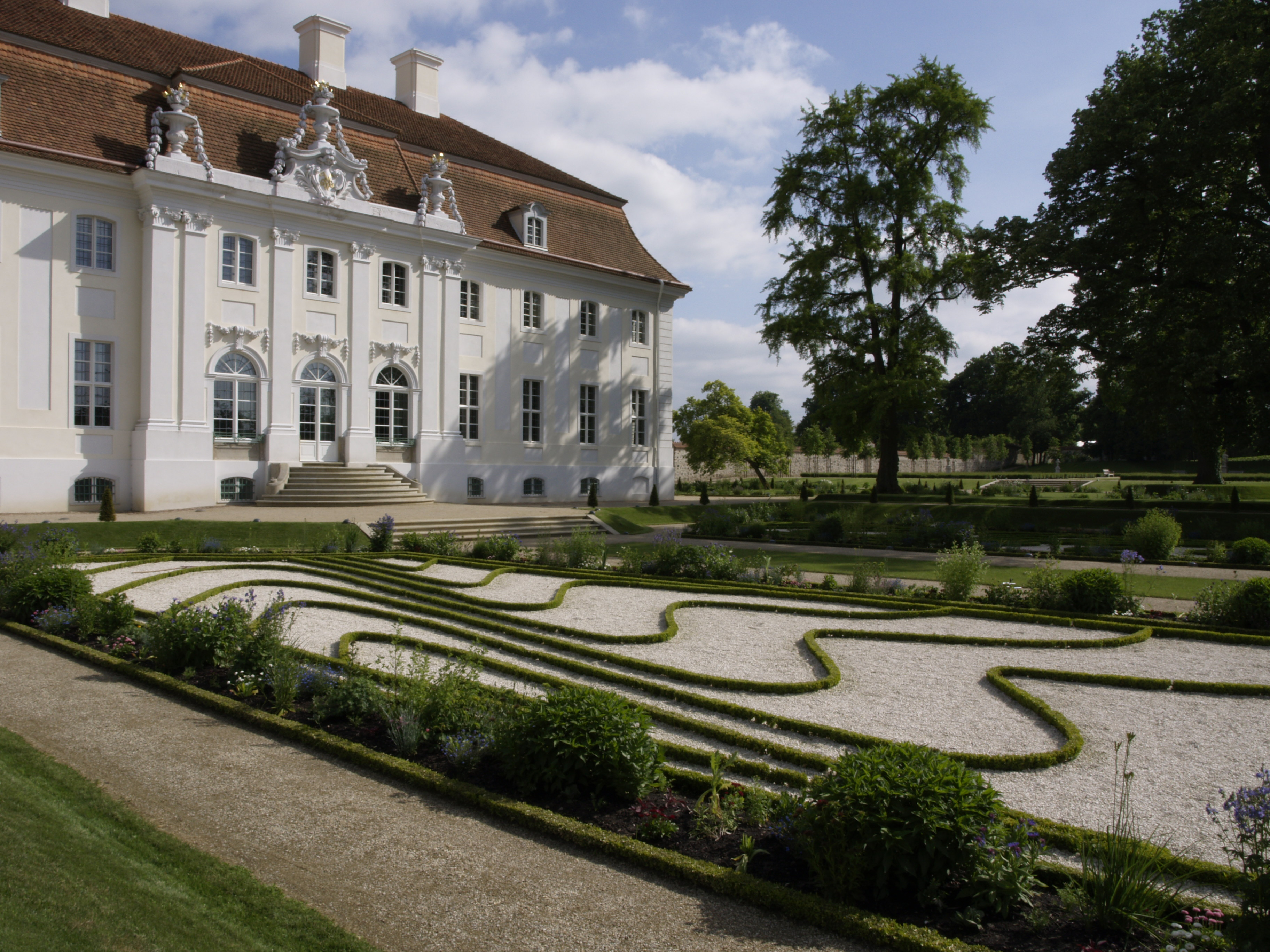
Das Seeparterre im Schlossgarten Meseberg

Der barocke Terrassengarten wurde aufwändig wiederhergestellt. Die Aufteilung durch Achsen ging aus dem vorhandenen Bestand hervor. Die Höhenlage der Gartenteile wurde anhand der Bausubstanz und von Grabungsbefunden ermittelt.
Das Seeparterre erhielt zwei Broderiekompartimente in langgestrecktem Umriss, wie dies in der Entstehungszeit üblich war. Für die nicht dokumentierte Broderie wurde eine moderne Form entwickelt. Im nachgeordneten südwestlichen Parterre schien ein Rasenparterre angebracht, dessen ornamentale Gliederung ebenfalls modern entworfen wurde.
Gartentreppen waren aus der Barockzeit nicht dokumentiert, für die Nutzung jedoch notwendig. Da die ehemalige barocke westliche Freitreppe des Schlosses nach Befunden (Fundament, Originalteile) nachgebaut worden war, wurden die beiden neuen Gartentreppen in der Hauptachse mit demselben Stufenprofil ausgeführt. Diese drei Treppen bilden, vom anderen Ufer aus gesehen, eine Einheit und wirken als Teil des Schlosses. Alle anderen Treppen im Garten erhielten unprofilierte Blockstufen.
Für die angenommene Diagonalteilung der vier Boskettkompartimente wurde die Gliederung des sehr ähnlich aufgebauten Gartens von Schloss Burgscheidungen verwendet.
Der Scheunenhof wurde als solcher nicht mehr benötigt. Er erhielt deshalb nach Aufmaß und Dokumentation aller Fundamente unter Aufnahme der Achsen des Barockgartens und des Kavalierhauses ein geometrisch gegliedertes Rasenparterre, das daran erinnert, dass hier unter Wartensleben eine Fortsetzung des Gartens vorhanden oder geplant war.
Am See entlang erstreckt sich außerdem ein öffentlich zugänglicher Landschaftsgarten mit den Mausoleen der Familien Hövel und Lessing.

## Veranstaltungen (Auswahl)
Im Schloss fanden u. a. folgende Staatsbesuche und offizielle Termine statt:
- 23. Februar 2007: Empfang des französischen Staatspräsidenten Jacques Chirac durch Bundeskanzlerin Angela Merkel
- 23. April 2007: Empfang des Präsidenten der Europäischen Kommission, José Manuel Barroso
- 23. August 2007: Klausurtagung der Bundesregierung (Kabinett Merkel I), siehe Meseberger Beschluss
- 10. September 2007: Empfang des französischen Staatspräsidenten Nicolas Sarkozy durch Bundeskanzlerin Angela Merkel im Rahmen des Blaesheim-Treffens
- 20. November 2007: Empfang des italienischen Ministerpräsidenten Romano Prodi durch Bundeskanzlerin Angela Merkel
- 10. Juni 2008: Empfang des US-amerikanischen Präsidenten George W. Bush durch Bundeskanzlerin Angela Merkel
- November 2009: Klausurtagung der Bundesregierung (Kabinett Merkel II)
- 5. Juni 2010: Empfang des russischen Präsidenten Dmitri Medwedew durch Bundeskanzlerin Angela Merkel
- 18. Juni 2010: Zukunftsgipfel mit Vertretern aus Wirtschaft und Gewerkschaften
- 25. Januar 2011: Empfang des Präsidenten der Europäischen Kommission, José Manuel Barroso
- 12./13. April 2013: Empfang des britischen Premierministers David Cameron durch Bundeskanzlerin Angela Merkel
- 22./23. Januar 2014: Klausurtagung der Bundesregierung (Kabinett Merkel III)
- 10./11. April 2018: Klausurtagung der Bundesregierung (Kabinett Merkel IV)
- 19. April 2018: Empfang des französischen Präsidenten Emmanuel Macron durch Bundeskanzlerin Angela Merkel
- 19. Juni 2018: Tagung des Deutsch-Französischen Ministerrats
- 18. August 2018: Empfang des russischen Präsidenten Wladimir Putin durch Bundeskanzlerin Angela Merkel
- 29. Juni 2020: Empfang des französischen Präsidenten Emmanuel Macron durch Bundeskanzlerin Angela Merkel
- 13. Juli 2020: Empfang des italienischen Ministerpräsidenten Giuseppe Conte durch Bundeskanzlerin Angela Merkel
- 3./4. Mai 2022: Klausurtagung der Bundesregierung (Kabinett Scholz) gemeinsam mit der finnischen Ministerpräsidentin Sanna Marin und der schwedischen Ministerpräsidentin Magdalena Andersson[4]
- 30. August 2022: Klausurtagung der Bundesregierung (Kabinett Scholz)
- 5. März 2023: Klausurtagung der Bundesregierung (Kabinett Scholz)
- 29./30. August 2023: Klausurtagung der Bundesregierung (Kabinett Scholz)
- 28. Mai 2024: Empfang des französischen Präsidenten Emmanuel Macron durch Bundeskanzler Olaf Scholz; Tagung des Deutsch-Französischen Verteidigungs- und Sicherheitsrats und des Deutsch-Französischen Ministerrats

## Kritik
2019 kritisierte der Bund der Steuerzahler Deutschland in seinem Schwarzbuch die Tatsache, dass in den vergangenen vier Jahren lediglich 36 Veranstaltungen im Schloss stattgefunden hatten. Die Bewachung durch die Bundespolizei kostete von 2015 bis 2018 rund 15,4 Mio. Euro. Dazu kommen Personalkosten des Bundeskanzleramts, etwa 513.000 Euro pro Jahr. Für Bauunterhalt und Bewirtschaftung fielen jährlich im Durchschnitt rund 670.000 Euro an. Damit kostet das Gästehaus der Bundesregierung auf Schloss Meseberg den Steuerzahler pro Jahr etwa 5 Mio. Euro.